# Henrik August Angell
Henrik August Angell (22. august 1861 i Lyster Sogn –  26. januar 1922 på Bygdøy) var en norsk officer og forfatter. 
Angell blev officer i 1882, oberst i 1911 og chef for Vestre Akershus Infanteriregiment Nr. 2 fra 1. april 1914. Tog juni 1918 afsked som fastlønnet officer for at indtræde i den franske Fremmedlegion, hvor han avancerede til løjtnant og kæmpede med stor udmærkelse mod tyskerne på vestfronten, senere deltog han i kampene mod bolsjevikkerne på den nordrussiske front.
Angell har ud over Norges grænser et anset navn som idrætsmand, og han har foretaget mange og langvarige rejser. I 1893 gennemvandrede han Montenegro, som han også flere gange senere har berejst, til dels om vinteren på ski; i 1897 besøgte han Grækenland for at studere de græske friskarer i virksomhed under krigen med Tyrkiet. I 1903 var han lærer for de franske alpejægere i skiløbning, i 1912 var han krigskorrespondent i de montenegrinske, serbiske og græske hære, og foråret 1914 berejste han på ny Balkan-landene for at studere krigsskuepladserne fra 1912-13.
Sine rejseindtryk har han nedlagt foruden i en mængde aviskorrespondancer, i en række livlige skildringer i bogform, (blandt andet Gennem Montenegro paa Ski (1895), De sorte Fjeldes Sønner (1896), Et stærkt Folk (1902). En bred plads i hans forfatterskab indtager hans bidrag til Norges krigshistorie, som Kaptein Jürgensen og Leirdølerne hans (1901), Skottetoget (Skotteferdi, 1912), og et større populærhistorisk arbejde Syvårskrigen for 17. maj 1807-1814 (om Kanonbådskrigen mellem Danmark-Norge og Storbritannien samt Norges selvstændighed, illustreret af Andreas Bloch, 1914). Begivenhederne i 1905 fremkaldte fra hans hånd de patriotisk inspirerede skildringer Fortællinger fra Grænsevagten (1905-06 i 11 oplag), Stene, som taler (1905) og Forbrydere (1906). Som ivrig forsvarsven har Angell holdt foredrag — ofte på landsmål – i de fleste af Norges ungdomslag og folkeakademier om forsvars- og idrætsspørgsmål.